# Бен Хейн
Бернардус Гендрікус Хейн (нід. Bernardus Hendricus (Ben) Heijn, нар. 10 січня 1917, Гаага, Нідерланди — пом. 11 лютого 1995, Амстердам, Нідерланди) — нідерландський футболіст, нападник та правий вінґер.

## Спортивна кар'єра
У червні 1933 року в складі легкоатлетичної команди АВ'23 покращив національний рекорд країни в естафеті 10x100 метрів, показавши результат 1 хв. 49,1 сек. Футбольну кар'єру розпочав у клубі ДВС, після чого перейшов до «Аяксу». У сезоні 1940/41 років виступав за «Аякс». У першій команді «Аякса» дебютував 20 жовтня 1940 року, вийшовши на заміну в виїзному матчі 5-туру чемпіонату проти «Ксерксеса». 23-річний нападник з'явився в другому таймі замість Ервіна ван Вейнгардена.  Свій другий та останній матч у футболці «Аякса» провів 27 жовтня 1940 року проти ВУКа, який завершився перемогою амстардамців з рахунком 5:1.

## Особисте життя
Бен народився в січні 1917 року в місті Гаага. Батько — Бернардус Хейн, мати — Герріті Кіп. Більшу частину свого дитинства провів в Амстердамі.
Під час Другої світової війни працював на території Німеччини, що згодом негативно влинуло на його спортивну кар'єру. У лютому 1995 року помер в Амстердамі під час операції на серці.